# Danh sách đảo thuộc thành phố Hải Phòng
Đây là trang liệt kê danh sách đảo ở biển thành phố Hải Phòng, một thành phần của Danh sách đảo Việt Nam. Biên tập dựa theo Bản đồ tỷ lệ 1:50.000 có đối chiếu với các văn bản hành chính hiện có.
Danh sách này không gồm các cù lao sông và cửa sông, đảo trong các hồ thủy điện thủy lợi, và các đảo biển không rõ tên.
- Đảo Bạch Long Vĩ 20°07′44″B 107°43′45″Đ / 20,12895°B 107,72924°Đ
- Hòn Dáu 20°40′02″B 106°48′59″Đ / 20,66713°B 106,8165°Đ
- Cồn Hoa 20°40′54″B 106°48′35″Đ / 20,68156°B 106,8096°Đ
- Cồn Mục 20°39′05″B 106°44′44″Đ / 20,65142°B 106,74549°Đ

## Quần đảoCát Bà
1. Đảo Cát Bà 20°47′37″B 107°00′30″Đ / 20,79361°B 107,00839°Đ
2. Đảo Quả Muỗm 20°51′21″B 106°53′20″Đ / 20,85593°B 106,88891°Đ
3. Đảo Quả Xoài 20°51′06″B 106°54′51″Đ / 20,85161°B 106,9141°Đ
4. Hòn Ang Lúa 20°51′45″B 106°59′45″Đ / 20,86263°B 106,99572°Đ
5. Hòn Ang Múa 20°51′37″B 107°00′06″Đ / 20,86031°B 107,00174°Đ
6. Hòn Áp Đá 20°50′50″B 106°55′37″Đ / 20,8472°B 106,92699°Đ
7. Hòn Ba Cát Bằng 20°45′14″B 107°04′28″Đ / 20,75394°B 107,07434°Đ
8. Hòn Ba Đình 20°49′32″B 107°04′14″Đ / 20,82545°B 107,07051°Đ
9. Hòn Bà Lão 20°52′17″B 106°56′49″Đ / 20,87125°B 106,94683°Đ
10. Hòn Ba Răng 20°46′23″B 107°04′26″Đ / 20,77307°B 107,07377°Đ
11. Hòn Bãi Giai 20°51′06″B 106°56′13″Đ / 20,85174°B 106,93685°Đ
12. Hòn Béo 20°43′29″B 107°04′11″Đ / 20,72464°B 107,06977°Đ
13. Hòn Búp Đuôi Rồng 20°41′59″B 107°02′47″Đ / 20,69986°B 107,04626°Đ
14. Hòn Bút 20°42′16″B 107°04′23″Đ / 20,7044°B 107,07307°Đ
15. Hòn Bụt Đầy 20°46′29″B 107°05′54″Đ / 20,77484°B 107,09847°Đ
16. Hòn Cái 20°52′08″B 106°57′29″Đ / 20,86898°B 106,95796°Đ
17. Hòn Cặp Ba Dế 20°42′41″B 107°03′07″Đ / 20,71131°B 107,05208°Đ
18. Hòn Cạp Bù Do 20°42′37″B 107°02′48″Đ / 20,71037°B 107,04673°Đ
19. Hòn Cặp Gù 20°46′19″B 107°04′10″Đ / 20,77196°B 107,06932°Đ
20. Hòn Cặp Ngô Đồng 20°52′39″B 106°56′53″Đ / 20,87759°B 106,94811°Đ
21. Hòn Cặp Quan 20°45′26″B 107°03′28″Đ / 20,75732°B 107,05765°Đ
22. Hòn Cát 20°43′29″B 107°03′44″Đ / 20,7248°B 107,06235°Đ
23. Hòn Cát 20°42′22″B 107°01′39″Đ / 20,706°B 107,02762°Đ
24. Hòn Cát Dài 20°45′39″B 107°04′01″Đ / 20,76087°B 107,0669°Đ
25. Hòn Cát Dứa 20°43′53″B 107°03′54″Đ / 20,73139°B 107,06489°Đ
26. Hòn Cát Ngang 20°44′34″B 107°00′41″Đ / 20,74268°B 107,01145°Đ
27. Hòn Cát Ong 20°42′43″B 107°01′12″Đ / 20,7119°B 107,01995°Đ
28. Hòn Cát Phượng Hoàng 20°43′50″B 106°59′58″Đ / 20,73067°B 106,9995°Đ
29. Hòn Cồn Ngoài 20°47′25″B 107°06′07″Đ / 20,79027°B 107,10202°Đ
30. Hòn Cống Dùi 20°43′47″B 107°04′06″Đ / 20,72983°B 107,06825°Đ
31. Hòn Cửa Cố Đô 20°45′46″B 107°03′27″Đ / 20,76284°B 107,05746°Đ
32. Hòn Đa 20°50′23″B 107°03′03″Đ / 20,83963°B 107,05092°Đ
33. Hòn Đá Bằng 20°43′01″B 107°03′28″Đ / 20,71708°B 107,05771°Đ
34. Hòn Đá Nở 20°47′08″B 107°06′15″Đ / 20,78563°B 107,10409°Đ
35. Hòn Đầu Bò 20°42′25″B 107°01′21″Đ / 20,70693°B 107,02242°Đ
36. Hòn Đầu Nở 20°44′11″B 106°59′01″Đ / 20,73645°B 106,98369°Đ
37. Hòn Điệp 20°52′16″B 106°56′28″Đ / 20,87105°B 106,94098°Đ
38. Hòn Dụ 20°51′04″B 106°56′53″Đ / 20,85109°B 106,94817°Đ
39. Hòn Đũa 20°52′11″B 106°56′36″Đ / 20,86959°B 106,94327°Đ
40. Hòn Đụn 20°44′09″B 106°59′38″Đ / 20,73583°B 106,99375°Đ
41. Hòn Đuôi Buồm 20°41′45″B 107°04′11″Đ / 20,69573°B 107,06959°Đ
42. Hòn Đuôi Rồng 20°42′21″B 107°02′24″Đ / 20,70585°B 107,03994°Đ
43. Hòn Dút 20°43′19″B 107°04′49″Đ / 20,72206°B 107,08018°Đ
44. Hòn Gà 20°41′37″B 107°02′45″Đ / 20,69353°B 107,0458°Đ
45. Hòn Ghép 20°49′46″B 107°04′04″Đ / 20,82958°B 107,06784°Đ
46. Hòn Giải Đá 20°43′38″B 107°02′15″Đ / 20,72719°B 107,03747°Đ
47. Hòn Giáo 20°46′02″B 107°04′35″Đ / 20,76716°B 107,07649°Đ
48. Hòn Giao Ô 20°45′51″B 107°03′08″Đ / 20,76403°B 107,0523°Đ
49. Hòn Gio 20°46′16″B 107°03′26″Đ / 20,77119°B 107,05723°Đ
50. Hòn Gôi Cao 20°44′59″B 106°58′07″Đ / 20,74969°B 106,96866°Đ
51. Hòn Gôi Thấp 20°45′27″B 106°57′37″Đ / 20,75751°B 106,96026°Đ
52. Hòn Guốc 20°42′27″B 107°03′49″Đ / 20,70749°B 107,06355°Đ
53. Hòn Hang Lỗ Đầu 20°43′10″B 107°01′45″Đ / 20,71951°B 107,02925°Đ
54. Hòn Hang Thúng 20°45′58″B 107°05′51″Đ / 20,76598°B 107,09738°Đ
55. Hòn Hang Trống 20°42′23″B 107°02′49″Đ / 20,70642°B 107,04694°Đ
56. Hòn Hen Mài 20°51′40″B 106°57′29″Đ / 20,86113°B 106,95817°Đ
57. Hòn Lão Đắc 20°52′37″B 106°56′41″Đ / 20,87702°B 106,94463°Đ
58. Hòn Lớn 20°49′45″B 107°03′55″Đ / 20,8291°B 107,06537°Đ
59. Hòn Lớn Cối Ngoài 20°45′35″B 107°03′04″Đ / 20,75971°B 107,05101°Đ
60. Hòn Lớn Cối Trong 20°45′41″B 107°03′09″Đ / 20,76131°B 107,05237°Đ
61. Hòn Mắt Cá 20°48′26″B 107°06′17″Đ / 20,80709°B 107,10478°Đ
62. Hòn Mây Cát Bà 20°42′46″B 107°03′53″Đ / 20,71269°B 107,06475°Đ
63. Hòn Miếng Gương 20°48′40″B 107°06′07″Đ / 20,81124°B 107,10208°Đ
64. Hòn Mít 20°42′30″B 107°04′06″Đ / 20,70828°B 107,06823°Đ
65. Hòn Mõm Lợn 20°52′10″B 106°58′44″Đ / 20,86946°B 106,97899°Đ
66. Hòn Móng Rồng 20°42′13″B 107°02′42″Đ / 20,7036°B 107,04506°Đ
67. Hòn Nâm 20°45′58″B 107°04′10″Đ / 20,76603°B 107,06936°Đ
68. Hòn Nam Hồng 20°49′56″B 107°03′45″Đ / 20,83224°B 107,06262°Đ
69. Hòn Nẻ Mòi 20°51′54″B 106°58′13″Đ / 20,86489°B 106,97015°Đ
70. Hòn Nến 20°41′28″B 107°02′47″Đ / 20,6911°B 107,04648°Đ
71. Hòn Nép 20°43′40″B 107°04′45″Đ / 20,72767°B 107,0791°Đ
72. Hòn Nghềnh Vẩm 20°44′46″B 107°05′06″Đ / 20,74607°B 107,08487°Đ
73. Hòn Nghiên 20°42′11″B 107°04′32″Đ / 20,70317°B 107,07546°Đ
74. Hòn Nhà Đèn 20°52′36″B 106°56′10″Đ / 20,87655°B 106,93624°Đ
75. Hòn Nón 20°42′35″B 107°00′44″Đ / 20,70962°B 107,01224°Đ
76. Hòn O 20°43′11″B 107°00′46″Đ / 20,71972°B 107,01287°Đ
77. Hòn Ông Cầm 20°49′38″B 107°03′44″Đ / 20,82723°B 107,06209°Đ
78. Hòn Phất Cờ 20°42′37″B 107°01′03″Đ / 20,71025°B 107,01761°Đ
79. Hòn Quai Xanh 20°44′27″B 107°04′36″Đ / 20,74084°B 107,07667°Đ
80. Hòn Rô 20°46′59″B 107°06′03″Đ / 20,78313°B 107,10085°Đ
81. Hòn Rùa Giống 20°45′42″B 107°05′07″Đ / 20,76154°B 107,0853°Đ
82. Hòn Sen 20°44′00″B 107°04′59″Đ / 20,73331°B 107,08313°Đ
83. Hòn Sét Đánh 20°43′28″B 107°00′33″Đ / 20,72455°B 107,00906°Đ
84. Hòn Soi Cỏ Nam 20°49′04″B 107°05′28″Đ / 20,81783°B 107,09102°Đ
85. Hòn Soi Đối 20°46′15″B 107°03′55″Đ / 20,77074°B 107,06525°Đ
86. Hòn Soi Gianh 20°46′02″B 107°03′53″Đ / 20,76733°B 107,06462°Đ
87. Hòn Tai Kéo 20°46′14″B 107°05′04″Đ / 20,77069°B 107,08452°Đ
88. Hòn Thảm 20°43′13″B 107°03′50″Đ / 20,72033°B 107,06392°Đ
89. Hòn Tháp Nghiêng 20°45′48″B 107°03′52″Đ / 20,76324°B 107,06434°Đ
90. Hòn Thến 20°41′47″B 107°04′04″Đ / 20,69647°B 107,0677°Đ
91. Hòn Thoi Dê 20°45′00″B 107°00′53″Đ / 20,75007°B 107,0146°Đ
92. Hòn Thoi Như 20°43′10″B 107°04′20″Đ / 20,71933°B 107,0722°Đ
93. Hòn Thoi Nước 20°43′23″B 107°01′40″Đ / 20,72306°B 107,02767°Đ
94. Hòn Thoi Quýt 20°51′55″B 106°59′05″Đ / 20,86519°B 106,98467°Đ
95. Hòn Thoi Van Bội 20°45′36″B 107°04′48″Đ / 20,76007°B 107,07996°Đ
96. Hòn Trà Ngư 20°46′13″B 107°06′20″Đ / 20,77019°B 107,10551°Đ
97. Hòn Trọc 20°42′34″B 107°01′39″Đ / 20,70955°B 107,0275°Đ
98. Hòn Tự Do 20°47′47″B 107°05′28″Đ / 20,79646°B 107,0911°Đ
99. Hòn Tù Vè 20°42′26″B 107°01′40″Đ / 20,7072°B 107,02769°Đ
100. Hòn Vạ Chùa 20°43′46″B 107°01′05″Đ / 20,72945°B 107,01817°Đ
101. Hòn Va Gia Con 20°48′18″B 107°06′06″Đ / 20,80513°B 107,10174°Đ
102. Hòn Vạn Hà 20°46′16″B 107°05′56″Đ / 20,77119°B 107,0989°Đ
103. Hòn Vây Rồng 20°42′26″B 107°02′29″Đ / 20,7072°B 107,0413°Đ
104. Hòn Ve 20°43′59″B 107°00′15″Đ / 20,73302°B 107,00414°Đ
105. Hòn Vú Chi 20°48′05″B 107°05′13″Đ / 20,80149°B 107,08702°Đ
106. Hòn Vườn Quả 20°51′20″B 107°02′19″Đ / 20,85543°B 107,03864°Đ
107. Hòn Yến 20°48′54″B 107°06′05″Đ / 20,81493°B 107,10152°Đ

## Quần đảoLong Châu
1. Đảo Long Châu 20°37′22″B 107°09′30″Đ / 20,6229°B 107,15824°Đ
2. Đảo Long Châu Đông 20°36′57″B 107°12′18″Đ / 20,61584°B 107,2051°Đ
3. Hòn Cao 20°36′51″B 107°08′56″Đ / 20,6141°B 107,14899°Đ
4. Hòn Chấn 20°37′39″B 107°09′39″Đ / 20,62755°B 107,16077°Đ
5. Hòn Chén Lớn 20°39′08″B 107°07′54″Đ / 20,6523°B 107,13172°Đ
6. Hòn Chén Nhỏ 20°39′16″B 107°08′12″Đ / 20,65435°B 107,13659°Đ
7. Hòn Cỏ 20°36′57″B 107°12′38″Đ / 20,61573°B 107,21042°Đ
8. Hòn Đá Đen 20°37′33″B 107°08′46″Đ / 20,62572°B 107,1462°Đ
9. Hòn Đất Đá 20°37′04″B 107°12′36″Đ / 20,61787°B 107,20992°Đ
10. Hòn Giữa 20°37′08″B 107°08′28″Đ / 20,61888°B 107,14098°Đ
11. Hòn Hoa Con 20°36′48″B 107°09′49″Đ / 20,61336°B 107,1637°Đ
12. Hòn Long Châu Bắc 20°39′04″B 107°07′58″Đ / 20,65118°B 107,1327°Đ
13. Hòn Long Châu Nam 20°37′00″B 107°10′07″Đ / 20,61669°B 107,16867°Đ
14. Hòn Long Châu Tây 20°36′59″B 107°07′50″Đ / 20,61634°B 107,13064°Đ
15. Hòn Mào Gà 20°37′19″B 107°08′14″Đ / 20,62198°B 107,1371°Đ
16. Hòn Mũ 20°36′44″B 107°09′45″Đ / 20,61228°B 107,16259°Đ
17. Hòn Nhỏ Giữa 20°37′01″B 107°08′17″Đ / 20,61699°B 107,13799°Đ
18. Hòn Rẽ Nam 20°36′53″B 107°10′05″Đ / 20,61483°B 107,16814°Đ
19. Hòn Rẽ Trong 20°36′51″B 107°10′00″Đ / 20,6141°B 107,16657°Đ
20. Hòn Tháp 20°37′25″B 107°12′10″Đ / 20,62367°B 107,2029°Đ
21. Hòn Thoi Tây 20°37′35″B 107°08′02″Đ / 20,62635°B 107,13397°Đ
22. Hòn Trụ Cổ 20°36′52″B 107°10′23″Đ / 20,61456°B 107,173°Đ
23. Hòn Vụng Tàu 20°37′28″B 107°08′07″Đ / 20,62431°B 107,13537°Đ
24. Hòn Vụng Thuyền 20°37′19″B 107°08′01″Đ / 20,62186°B 107,13356°Đ